# Gmachówka drzewotoczna
Gmachówka drzewotoczna (Camponotus ligniperda) – gatunek mrówki z podrodziny Formicinae. Największa polska i europejska mrówka zamieszkującą dobrze nasłonecznione lasy, ich skraje, jak i również tereny otwarte, porośnięte krzewami. Buduje gniazda zarówno pod jak i wewnątrz próchniejących pniach drzew i dużych drzewach w części częściowo podziemnej, pod kamieniami. Wśród tych mrówek u robotnic występuje podział na kasty

## Opis
Gmachówka drzewotoczna jest jedną z największych, o ile nie największą mrówką Europy, z królową osiągającą długość 16–18 mm (możliwe 20 mm przy fizogastrii), robotnicami major (żołnierzami) 14–15 mm długości oraz robotnicami media (zbieraczkami) i minor (piastunkami) o długości 7–10 mm. Zwykle są dwubarwne, z czarną głową i czerwono-brązowym tułowiem, którego kolor przenika do nóg i pojedynczego styliku. U większości królowych, ale niekiedy także u większych robotnic (głównie media i major) w starszych koloniach proksymalna część lub całość pierwszego tergitu odwłoka ma brunatnoceglaste zabarwienie, przy czym sporadycznie zdarzają się królowe, u których przebarwienie to obejmuje nawet połowę odwłoka. W przeciwieństwie do gatunku siostrzanego, jakim jest Camponotus herculeanus, odróżniają się jaśniejszymi kolorami, bardziej połyskującym odwłokiem oraz większym rozmiarem.
Gatunek znany ze stanowisk w Europie i na Bliskim Wschodzie.

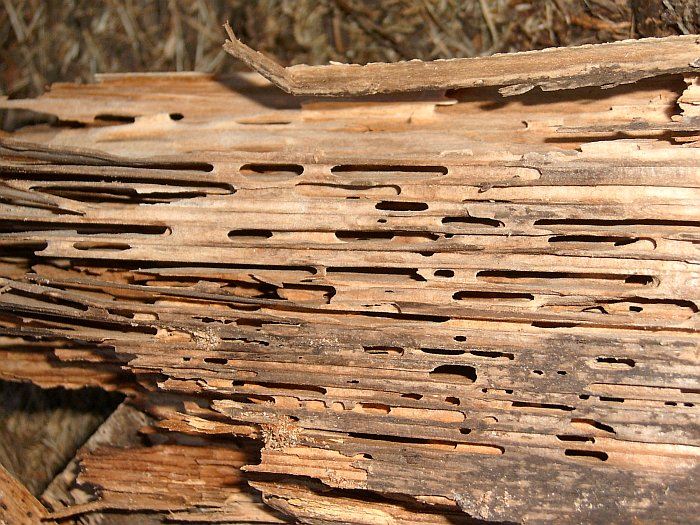
Wyjęte żerowisko mrówki ze środka pnia
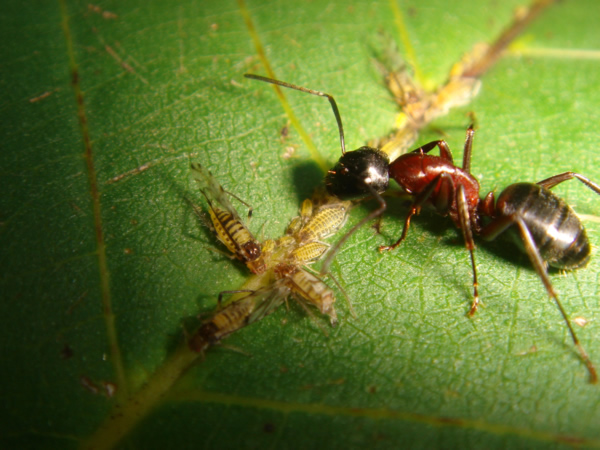
Robotnica opiekująca się mszycami

## Biologia

### Zachowanie
C. ligniperda z zachowania jest podobna C. herculeanus , ale różni się od niej przede wszystkim nawykami lęgowymi, ponieważ z tych dwóch jest uważana za gatunek bardziej kserotermiczny (preferujący ciepło i mniejszą wilgotność). Ponieważ oba są na ogół sympatryczne i mają podobne siedliska, w tym lasy iglaste w najbardziej wysuniętych na północ miejscach ich występowania, do mieszanych lasów liściastych wspólnych dla Europy Środkowej, jednak C. ligniperda preferuje bardziej nasłonecznione i suchsze obszary, w których jest znajdowana a także prowadzi nieco mniej skryty tryb życia od C. herculeanus.
Do budowanych przez Gmachówki drzewotoczne gniazd prowadzi najczęściej kilka wejść, które to są pilnowane przez średnie i większe robotnice. Mrówki te agresywnie bronią swojego gniazda. Kiedy zostaną zaalarmowane – robotnice sporadycznie i szybko pukają w ściany swojego gniazda żuwaczkami. Kiedy pobliskie inne robotnice wyczują te uderzenia, zbliżają się do ich źródła i stają się bardziej agresywne w stosunku do każdego zakłócenia w ich bezpośrednim sąsiedztwie. Choć mogą być agresywne, to nie posiadają żądła, a ukąszenia robotnic przy pomocy żuwaczek, nawet większych majorów, nie są szczególnie niebezpieczne dla ludzi. Jedyną bronią chemiczną jaką mają w zanadrzu jest kwas mrówkowy, którego używają zarówno do odstraszania napastników jak i czasami wspomagają się nim przy zdobywaniu pokarmu białkowego, kiedy to opryskują uszkodzone miejsca na ciele zdobyczy. Mrówki te są zaciekle terytorialne w stosunku do innych gatunków mrówek, z którymi są sympatryczne, a majory mogą być w tym dość skuteczne, będąc w stanie dekapitować robotnice Formica lub innych gatunków z rodzaju Camponotus. Robotnice są aktywne zarówno w dzień, jak i w nocy, poszukując owadów lub spadzi wytwarzanej przez mszyce. Sezonowa aktywność osiąga szczyt w środku lata i spada wraz z nadejściem jesieni. Mrówki te, podobnie jak ich krewni C. herculeanus, są wyjątkowo tolerancyjne na zimno i zimą mogą wejść w długi okres diapauzy trwający nawet 4–5 miesięcy, po którym hibernujące larwy zaczynają się ponownie rozwijać, a królowa intensywnie czerwi. Kolonie rozwijają się powoli, ale kiedy osiągną dojrzałość, populacja może przekroczyć 7-10 tys. robotnic. Dojrzałe kolonie mogą również zajmować liczne gniazda satelitarne na dużym obszarze.
Podobnie jak C. herculeanus, C. ligniperda jest sporadycznym szkodnikiem konstrukcji, ponieważ może drążyć i zasiedlać drewniane ramy i podpory domów i budynków. Usuwanie zwykle polega na opryskiwaniu gniazd środkami owadobójczymi, stosowanie trujących przynęt lub naprawianie wycieków wody, aby zapobiec zmiękczeniu drewna, co czyniłoby go podatnym na inwazję tych mrówek.

### Rozmnażanie
Loty godowe C. ligniperda przypadają na okres od końca maja do lipca. Formy płciowe produkowane w gnieździe zimują wraz z kolonią, aby wziąć udział w lotach godowych dopiero w następnym roku. Te duże mrówki rozwijają się powoli, z pierwszymi robotnicami pojawiającymi się po co najmniej kilku miesiącach od złożenia pierwszych jaj. Często też królowa popada w stagnację (zastój w produkcji jaj) co jest normalne dla tego gatunku.